# ليسوم معرق
ليسوم معرق (الاسم العلمي: Illicium reticulatum) هو نوع نباتي يتبع جنس الليسوم من فصيلة الشزندرية.